# (32340) 2000 QY88
2000 QY88 (asteroide 32340) é um asteroide da cintura principal. Possui uma excentricidade de 0.11457680 e uma inclinação de 4.16072º.
Este asteroide foi descoberto no dia 25 de agosto de 2000 por LINEAR em Socorro.